# Deathlok
Deathlok, chiamato anche Deathlok il demolitore (Deathlok the Demolisher), è un personaggio dei fumetti, creato da Rich Buckler (testi) e Doug Moench (disegni), pubblicato dalla Marvel Comics. La sua prima apparizione avviene in Astonishing Tales (vol. 1) n. 25 (agosto 1974).
Deathlok è un cyborg antieroe di cui, nel corso degli anni, diversi personaggi hanno assunto l'identità; mentre in numerose altre occasioni vari antagonisti hanno fatto utilizzo della "Tecnologia Deathlok" per costruire un esercito di cadaveri-cyborg.

## Storia editoriale
Sebbene inizialmente fosse stato annunciato come nuova testata della collana Marvel's Worlds Unknown sotto il titolo "Cyborg" la prima serie di Deathlok esordì su Astonishing Tales numero 25-36 (dall'agosto 1974 al luglio 1976, ad eccezione del fill-in del n° 29  che conteneva una ristampa dei Guardiani della Galassia). Questa versione iniziale del personaggio, Luther Manning, è successivamente comparsa assieme all'Uomo Ragno su Marvel Team-Up numero 46 (giugno 1976) e la sua serie su Astonishing Tales si è conclusa su Marvel Spotlight numero 33 (aprile 1977).
Un prototipo completamente robot di Deathlok, costruito da Stryker, è comparso in Marvel Two-in-One numero 26, 27, 28, 34 e 54, dove è stato distrutto dalla Cosa. Il Deathlok Luther Manning è invece ricomparso in Captain America numero 286-288 (ottobre-dicembre 1983).
Un nuovo Deathlok, Mike Collins, debutta in un'omonima miniserie di quattro numeri durata dal luglio all'ottobre del 1990 e successivamente seguita da una serie di 34 albi datati da luglio 1991 ad aprile 1994, più due speciali (nel 1992 e nel 1993).
Il terzo Deathlok è stato l'agente dello S.H.I.E.L.D. Jack Truman, che ha esordito in una serie a tiratura limitata dal settembre 1999 al giugno 2000. In seguito un Deathlok non meglio identificato è comparso nella miniserie Beyond! e Collins, in forma umana, è apparso nei numeri 544 e 545 di Fantastic Four (maggio-giugno 2007). Numerosi altri Deathlok sono inoltre apparsi nei primi sei numeri del quarto volume di Black Panther, sebbene questi non fossero nient'altro che semplici zombie.
Tra dicembre 2014 e settembre 2015 è stata pubblicata una miniserie di dieci volumi dedicata al quarto Deathlok, Henry Hayes.

## Biografia dei personaggi

### Luther Manning
Il primo Deathlok è il colonnello Luther Manning, nato a Detroit nel Michigan. Dopo aver subito ferite mortali, viene ricostruito come prototipo di cyborg conosciuto col nome di Deathlok, metà uomo metà macchina; in alcune circostanze un lato prevale sull'altro. Quando prevale il cyborg sull'uomo, si trasforma in una potente macchina per uccidere, in cerca di giustizia su coloro che fanno del male. Quando prevale il lato umano cerca di liberarsi del suo corpo artificiale, senza successo. Sul suo cammino ha incontrato spesso l'Uomo Ragno e Capitan America.
In Italia, negli anni ottanta, tale versione è stata presentata col nome Cybernus.

### John Kelly
Il colonnello John Kelly, veterano del Vietnam, diviene il nuovo modello di cyborg creato per la U.S. Army dal co-comandante del programma Deathlok della CIA, Harlan Ryker, che ha studiato il corpo di Luther Manning. Originariamente Kelly mantiene il controllo ma, in seguito, i sistemi determinarono che le sue funzioni cerebrali sono dannose per il completamento del programma "Corsa di prova". Una volta che l'unità Deathlok completa la sua missione il cervello di Kelly viene rimosso dal cyborg per essere smaltito venendo però recuperato da uno degli assistenti di Ryker e utilizzato nell'unità SIEGE.

### Michael Collins
Il secondo Deathlok è Michael "Mike" Collins, un pacifista di colore con famiglia e un lavoro alla Roxxon Oil Cybernetics Corporation. Contro il suo volere, diventa cavia per un esperimento e il suo cervello viene asportato e inserito all'interno di un cyborg. Diventa il nuovo Deathlok, anche lui una grandissima macchina per uccidere che, però, rimpiange la sua vecchia vita e per tanto è in continua ricerca del suo vecchio corpo, che non è chiaro se esista ancora.

### Jack Truman/Larry Young
Jack Truman è il terzo Deathlok. Agente dello S.H.I.E.L.D. ha trasferito la sua mente all'interno del cyborg per combattere il Teschio Rosso. Successivamente egli decide di trasferire la sua mente all'interno del corpo di un altro agente dello S.H.I.E.L.D., Lawrence "Larry" Young. Ora, probabilmente, Truman vive la sua vita nel corpo di Young e quest'ultimo in quello del cyborg.

### Progetto: Deathlok
Durante il Regno Oscuro di Osborn, l'H.A.M.M.E.R. istituisce un esercito di cadaveri rianimati attraverso innesti cibernetici. Tali creature, prive di libero arbitrio e operanti come tradizionali zombie falliscono però la loro missione e, di conseguenza Norman Osborn chiude il progetto.

### Deathlok Prime
Un Deathlok proveniente dal futuro e liberatosi dal controllo del suo cervello umano omicida, sviluppando una sorta di "coscienza" bionica, si è unito a Wolverine e X-Force per combattere degli invasori provenienti da una realtà alternativa dove tutti i supereroi erano stati trasformati in Deathlok e posti sotto il controllo di varie autorità mondiali xenofobe. Questa stessa versione è in seguito apparsa come oratore alla Jean Grey School for Higher Learning per mettere in guardia gli studenti dal possibile futuro spronandoli a costruirselo con le proprie forze.

### Death Locket
Rebecca Ryker, figlia adolescente di Harlan Ryker (responsabile della creazione del primo Deathlok), a seguito delle ferite riportate per via dell'esplosione di una bomba viene salvata da morte certa grazie alla trasformazione in cyborg. Arcade in seguito rapisce sia lei che gli studenti dell'Accademia dei Vendicatori e di quella di Braddock al fine di farli combattere e ricostruire "Mondo Assassino".

### Henry Hayes
Il quarto Deathlok è Henry Hayes, un chirurgo afroamericano affiliato a Medici Senza Frontiere che, rimasto mutilato nell'esplosione di una bomba, viene preso sotto le cure della Biotek e trasformato in un cyborg assassino attraverso un lavaggio del cervello con cui, al solo vedere la parola "Whiskey David", diviene una macchina priva di volontà per poi dimenticarsi dell'incarico svolto e tornare alla sua vita civile completamente ignaro. Una volta liberatosi dei suoi aguzzini si unisce allo S.H.I.E.L.D..

## Poteri e abilità
Ogni versione di Deathlok possiede, grazie ai suoi impianti cibernetici, forza, agilità e riflessi potenziati nonché una notevole resistenza fisica. Grazie agli impianti bionici nei canali uditivi e visivi inoltre, il cyborg possiede una vista a raggi x, notturna e ultravioletta ed un udito ipersviluppato; caratteristiche che gli consentono di localizzare il suo bersaglio anche a distanza di varie miglia e cacciarlo per qualunque distanza. La sua natura di macchina gli consente inoltre di interagire e connettersi con qualsiasi tipo di computer in maniera ben più efficiente di qualsiasi hacker.
Sebbene anche Manning fosse in grado di auto-ripararsi, è in seguito alla versione di Collins che Deathlok sviluppa una sofisticata tecnologia di nanorobot capace di riparare (e occasionalmente alterare) sia le sue parti meccaniche che quelle organiche, di modo da apparire umanoide o completamente umano a seconda della necessità.
Altra caratteristica comune in tutte le versioni dell'androide è il suo cervello computerizzato che lo rende capace di usufruire di una quantità pressoché infinita di informazioni di qualsivoglia tipologia connettendosi a una sorta di database. Oltretutto, Deathlok è accessoriato con un'armatura che ne aumenta ulteriormente la resistenza ed il suo arsenale comprende una pistola ed un fucile al plasma, un coltello d'acciaio e numerose granate.

## Altre versioni

### Mutant X
Nell'universo alternativo di Mutant X Deathlok è un membro dei Vendicatori.

### Ultimate
Nell'universo Ultimate, Manning non viene mai dichiaratamente chiamato Deathlok, ma il suo "look" e il suo modo di agire confermano il fatto che sia proprio il cyborg; inoltre Spider-Man lo descrive come «metà robot, metà zombie». Viene neutralizzato da Spider-Man e lasciato in custodia agli Ultimates.

### Marvel Knights
In una miniserie del 2011 di Marvel Knights ambientata in un futuro alternativo, Luther Manning e Mike Travers sono due atleti sponsorizzati dalla Roxxon che, a seguito di un incidente, vengono resuscitati in un unico corpo meccanico.

## Altri media

### Cinema
- L'idea di un adattamento cinematografico del personaggio nacque nei primi anni novanta da una sceneggiatura di Randall Frakes, un progetto che venne in seguito abbandonato[19]. Nel 2000 la Marvel incaricò Stu Zicherman e Raven Metzner di stenderne lo script, che non venne però apprezzato. Nel 2007 si diffuse la notizia che David Self era stato ingaggiato per una riscrittura completa[20].

### Televisione
- Nella serie televisiva a cartoni animati Black Panther viene mostrato un esercito di Deathlok al servizio degli agenti degli Stati Uniti.

Deathlok interpretato da J. August Richards.

- Deathlok, interpretato da J. August Richards, è un personaggio ricorrente nella serie televisiva Agents of S.H.I.E.L.D.[21]. In questa versione è Mike Peterson, un operaio divorziato con un figlio a carico che, rimasto disoccupato dopo un infortunio, viene avvicinato dal misterioso Progetto Centipede ed accetta di fare da cavia in un esperimento che gli conferisce forza sovrumana rischiando però di farlo esplodere[22], grazie al team di Coulson le sue condizioni vengono stabilizzate e si unisce allo S.H.I.E.L.D.[23] ma, durante una missione, viene coinvolto in un'esplosione, gravemente ustionato[24] e catturato dal Chiaroveggente (leader di Centipede) che lo sottopone all'impianto di varie componenti cibernetiche[24][25][26] rendendolo un cyborg al suo servizio[24] finché lo S.H.I.E.L.D. riesce a liberare suo figlio permettendogli di ribellarsi ai ricatti dell'aguzzino[27] e divenire un agente segreto di Coulson[28].
- Deathlok appare in un episodio di Hulk e gli agenti S.M.A.S.H..

### Videogiochi
- Deathlok ha un cameo come personaggio non giocabile nel videogioco Spider-Man and Venom: Maximum Carnage. Ha un ruolo di supporto per il giocatore, sparando a tutti i nemici che vede.
- Deathlok è un personaggio giocabile nei videogiochi Marvel: Avengers Alliance, Marvel Future Fight e LEGO Marvel's Avengers[29].

### Musica
- Nell'album Countdown to Extinction, della band thrash metal Megadeth, la nona traccia è una canzone intitolata "Psychotron", che parla proprio del personaggio di Deathlok.